# Chicoloapan
Chicoloapan est une municipalité de l'État de Mexico, au Mexique. Elle couvre une superficie de 60,89 km2 et compte 175 053 habitants d'après le recensement de 2010.